# Wilson Cary Nicholas
Wilson Cary Nicholas (Williamsburg, 1761. január 31. – Charlottesville, 1820. október 10. vagy 1820. október 11.) az Amerikai Egyesült Államok szenátora (Virginia, 1799–1804).